# Палеоботаника
Палеоботаника (палеофитологија) је наука која проучава фосилне остатке биљака и реконструише слику биљног света током геолошких епоха и открива облик, грађу и начин живот давно несталих или данас у великој мери промењених врста, њихово место у биљном систему однос према другим биљкама и развој током епоха. 
Задатак палеоботанике је откривање услова у којима су биљке живеле, типове заједница, крактеристичне промене које су настајале и како су биле рапоређене на Земљи.
Оснивачем модерне палеоботанике сматра се Каспар Марија фон Штернберг .

## Ботника и палеоботаника
Ботаника проучава рецентне биљке у њиховој аутентичној животној средини, за разлику од палеоботанике чији су предмет истраживања углавном изумрле врсте, које су живеле у непознатим условима, као и промене које настају на биљним остацима, који су очувани у фосилном облику.
Код остатака биљака које имају минерални скелет, остаци су лако препознатљиви будући да се кроз хемијски процес ствара отпоран кречњачки или керамички скелет. Остале биљке могу се очувати кроз карбонизацију, битуменизацију, петрификацију или инкрустрацију.
Значајне податке добијамо и кроз налазе који су настали стварањем отиска (уклопака) који су сачувани у ћилибарској смоли.

## Ботаника и археологија
Палеоботаника је интердисциплинарна грана ботанике која, одређивањем и интерпретацијом налаза биљних остатака са археолошких локалитета, даје увид у археолошке прилике, животне, прехрамбене навике и економске односе у древним заједницама. Палеоботаника изучава микроскопске и макроскопске биљне остатке који су у директној или индиректној вези са прошлошћу људи, на основу чега археологија добија податке о људској активности: палеоекологији, палеоекономији, као и о интензитету човековог и животињског утицаја на ботанику.
Најчешће очувани остаци на археолошким локалитетима су остаци хране, дрвета, текстила, полена... Биљни остаци су најбоље очувани ако су угљинисани (дрвени угаљ, семе, плод, остаци хране, смоле, споре у анаеробном медију), а сваки тип тражи специфичан облик анализа и метода истраживања. Анализе које се користе у истраживању оваких остатака су:
- Антакотомска анализа
- Ксилотомска анализа
- Карполошка анализа
- Анализа полена

## Археоботаника
Научна дисциплина која проучава биљне остатке на археолошким локалитетима понека се назива и археоботаника, која утврђује значај биљних врсти у оквиру живота древне популације, као и њихову улогу у контексту локалитета. Археоботаника је примењена у археолошким и антрополошким итраживањима.